# 알스섬

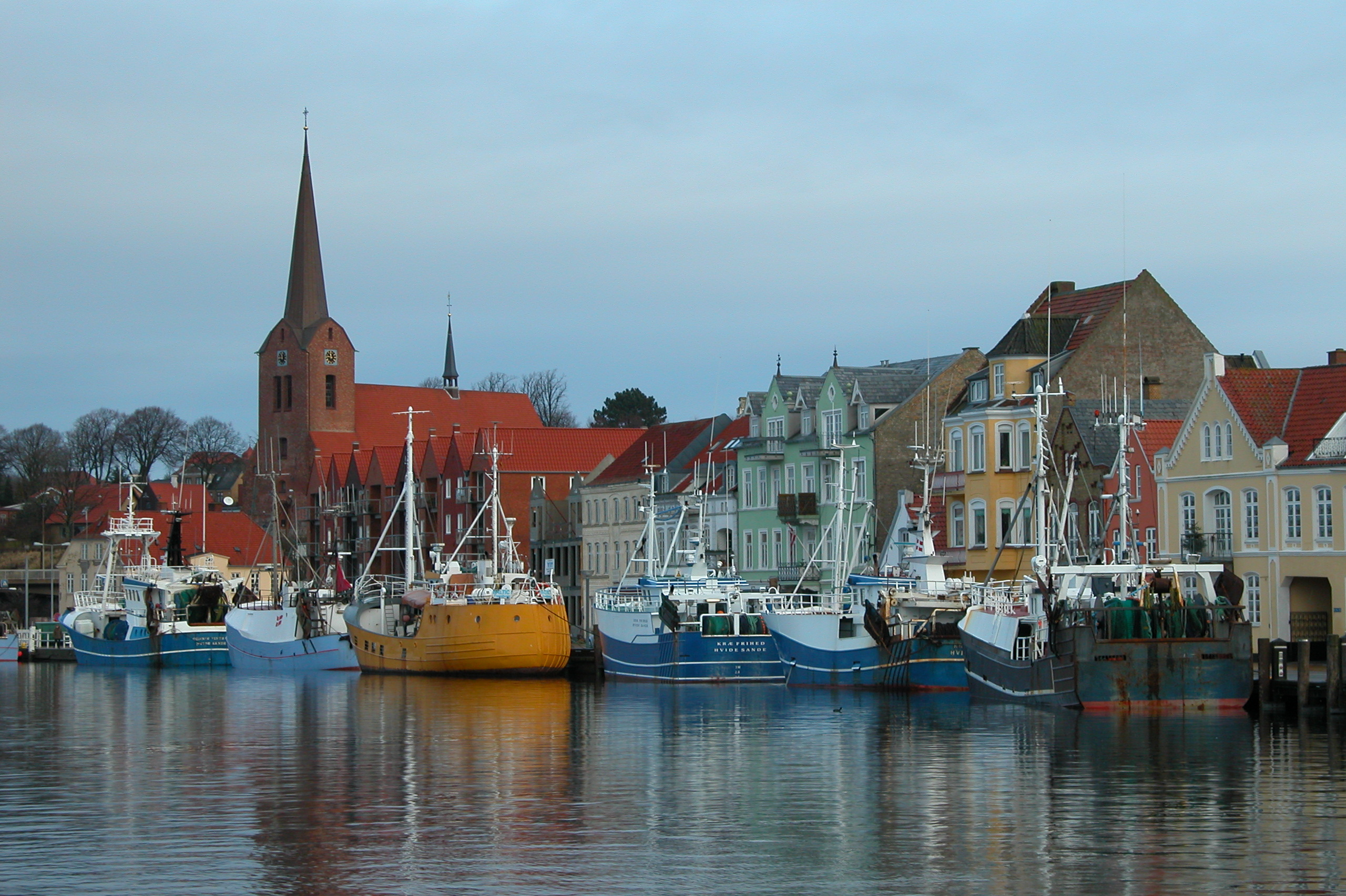
알스섬에 있는 쇠네르보르 항

알스섬(덴마크어: Als)은 발트해에 위치한 덴마크의 섬으로 면적은 321km2, 인구는 51,322명(2013년 기준), 인구 밀도는 154.5명/km2이다. 행정 구역상으로는 남덴마크 지역 쇠네르보르시에 속한다. 윌란반도 동쪽에 위치하며 섬에서 가장 큰 도시는 쇠네르보르이다. 남쪽으로는 독일 슐레스비히홀슈타인주와 접한다.

## 같이 보기
- 덴마크의 섬 목록